# Giovanni Mazzoni
Giovanni Mazzoni (Parma, 17 agosto 1904 – 1960) è stato un calciatore e allenatore di calcio italiano, di ruolo centrocampista.

## Carriera

### Giocatore
Gioca con il Parma per tredici anni totalizzando 226 presenze in partite di campionato; in particolare conta 4 presenze in Prima Divisione nella stagione 1925-1926 e 42 presenze in Serie B nelle stagioni 1930-1931 e 1931-1932.

### Allenatore
Allenò per una stagione il Parma.

## Palmarès

### Giocatore

#### Competizioni nazionali
- Seconda Divisione: 1

Parma: 1924-1925
- Prima Divisione: 1

Parma: 1933-1934